# East Sparta (Ohio)
East Sparta es una villa ubicada en el condado de Stark en el estado estadounidense de Ohio. En el Censo de 2010 tenía una población de 819 habitantes y una densidad poblacional de 188,11 personas por km².

## Geografía
East Sparta se encuentra ubicada en las coordenadas 40°39′49″N 81°21′46″O / 40.66361, -81.36278. Según la Oficina del Censo de los Estados Unidos, East Sparta tiene una superficie total de 4.35 km², de la cual 4.35 km² corresponden a tierra firme y (0%) 0 km² es agua.

## Demografía
Según el censo de 2010, había 819 personas residiendo en East Sparta. La densidad de población era de 188,11 hab./km². De los 819 habitantes, East Sparta estaba compuesto por el 99.27% blancos, el 0.24% eran afroamericanos, el 0% eran amerindios, el 0% eran asiáticos, el 0% eran isleños del Pacífico, el 0% eran de otras razas y el 0.49% pertenecían a dos o más razas. Del total de la población el 0.85% eran hispanos o latinos de cualquier raza.